# Niwa (Fluss)
Die Niwa (russisch Нива, nordsamisch: Njavejohka) ist ein Fluss in der Oblast Murmansk in Russland.
Ihre Länge beträgt 36 km, ihr Einzugsgebiet umfasst 12.830 km².
Der mittlere Abfluss 15 km oberhalb der Mündung beträgt 164 m³/s.
Die Niwa bildet den Abfluss des Sees Imandra zur Kandalakscha-Bucht, dem Nordwestteil des Weißen Meeres, hin. Der Fluss fließt von Norden nach Süden.
Er durchfließt den See Pinosero (⊙).
Die Stadt Kandalakscha liegt am Ästuar des Flusses.

## Wasserkraftnutzung
Zwischen 1934 und 1954 wurden eine Kaskade von drei Wasserkraftwerke, Niva HPP-1, Niva HPP-2 und Niva HPP-3 in Betrieb genommen. Ihre Gesamtleistung beträgt 240 MW, die Jahresleistung 1.390 GWh. Sie werden von der Energiefirma TGC-1 betrieben.
| Name       | Fertig- stellung | Leistung in MW | Jahres- leistung in GWh | Anzahl Turbinen | Stausee   |
| ---------- | ---------------- | -------------- | ----------------------- | --------------- | --------- |
| Niwa HPP-1 | 1953             | 26             | 129                     | 2               | Imandra   |
| Niwa HPP-2 | 1938             | 60             | 410                     | 4               | Pinosero  |
| Niwa HPP-3 | 1949             | 155,5          | 850                     | 4               | Plesosero |

### Geschichte
Die Wasserkraft auf der Niwa hat ihren Ursprung bereits im GOELRO-Plan der 1920er-Jahre. Bereits in diesem Plan werden für die Halbinsel Kola zwei Wasserkraftwerke vorgeschlagen, wovon eins die Niwa-Kaskade werden sollte, das andere wurde an der Tuloma errichtet. Die Nutzung der Wasserkraft war im Gebiet der Halbinsel Kola unerlässlich, da lokale Brennstoffe wie Holz und Torf widerspenstig waren und andere Energiequellen über lange Distanzen importiert werden mussten.:152 Zudem entsprachen die großen Kraftwerke den Machtstrukturen der kommunistischen Partei. Die zentralen Anlagen versprachen auch in der Energiewirtschaft die Produktion von Überblick, Hierarchie und Ordnung.:154

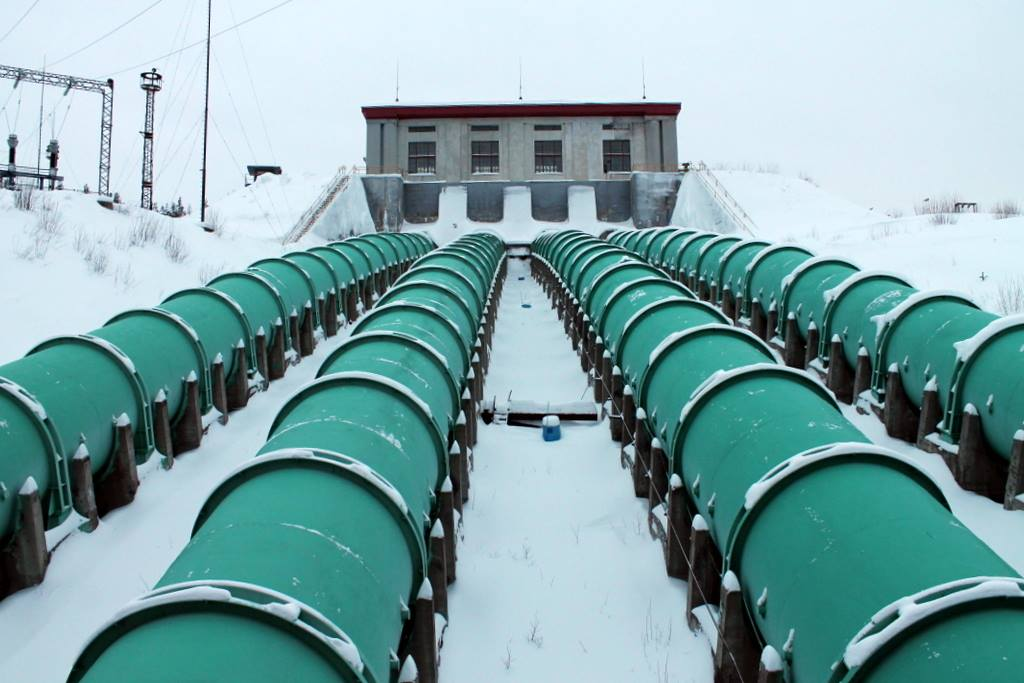
Turbinenhaus des Niva-2 HPP

#### Niva-2 HPP
Als erstes wurde ab 1930 mit dem Bau des Kraftwerks Niva-2 begonnen. Die Nummerierung des Kraftwerks entspricht der Stufe in der Kaskade, die es zukünftig einnehmen würde. Niva-2 sollte die Industrie in Chibinogorsk mit Energie versorgen, die im Bergbaurevier Chibinen Apatit abbaute und verarbeitete. In einer ambitionierten Bauzeit von 2 Jahren sollte das Kraftwerk als vom WSNCh definierte „Stossbaustelle“ fertiggestellt werden.:156–162 Im Jahr 1932 brach der unter grossem Zeitdruck geplante Fangdamm ein, wodurch die Bauarbeiten um mehrere Monate zurückgesetzt wurden.:159 Der NKVD bewertete dies als Sabotage und liess zahlreiche Arbeiter verhaften und verurteilen.
Schlussendlich wurde der Bau des ersten arktischen Wasserkraftwerk der Sowjetunion am 30. Juni 1934 mit der Inbetriebnahme der ersten Wasserturbine abgeschlossen. Trotz der Verzögerung von über 18 Monaten massen die Sowjets Niva-2 eine große propagandistische Bedeutung zu, da sich die Planer ausschließlich von sowjetischer Ingenieurleistung und Industriefertigkeit bedient hatten.:163 Andere Grossprojekte der Zeit, wie der Dniepr-Staudamm, wurden durch westliche Ingenieure geplant und wesentliche Bauteile wie Turbinen wurden durch westliche Industrie geliefert. Ebenfalls wurde die "Bezwingung der Arktis" mit dem nördlichsten Wasserkraft der Welt gefeiert.

##### Lebens und Arbeitsbedingungen auf der Baustelle
Die Arbeiten auf der Baustelle wurden durch bis zu 7200 „sonderumgesiedelte“ Menschen aus anderen Gebieten der Sowjetunion durchgeführt.:157 Für die grosse Menge an Arbeitern und deren Familien war nicht genügend Nahrung vorhanden, wodurch chronische Mangelernährung herrschte. Zahlreiche Kinder der Arbeiterfamilien verstarben aufgrund der schlechten Versorgungssituation.
Die Arbeitsbedingungen auf den Baustellen des Niva-2 waren ebenfalls als katastrophal einzustufen. Die Arbeiter waren für die arktischen Bedingungen ungenügend ausgerüstet und die Aushubarbeiten wurden grösstenteils ohne maschinelle Unterstützung durchgeführt. So kam im Jahr 1932 auf 1500 Arbeiter ein Bagger.:158 Die Situation der Arbeiter sollte sich bis zum Abschluss der Bauarbeiten nicht merkbar verbessern.

#### Niva-3 HPP
Nach Abschluss der Bauarbeiten am Niva-2 Kraftwerk wurde die Belegschaft weiter südwärts entlang der Niwa verlegt.:163 Fünf Kilometer vor der Mündung in die Kandalakscha-Bucht war der Bau des Niva-3 Kraftwerks vorgesehen. Der durch Gidroenergoproekt geplante Bau begann in den späten 1930ern und wurde durch den Zweiten Weltkrieg unterbrochen. Nach Abschluss der Bauarbeiten im Jahr 1949 konnte das Kraftwerk erst mit einem Jahr Verspätung seine volle Leistung von 155 MW liefern, da die zweite und dritte Turbine nachgeliefert werden mussten.

#### Niva-1 HPP

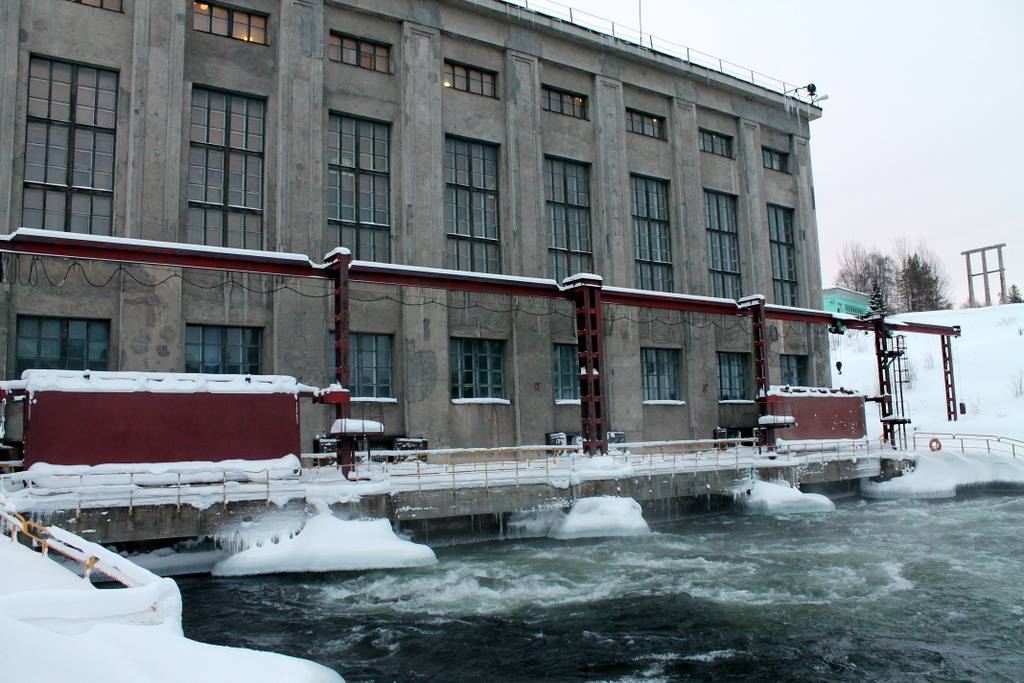
Wasserkraftwerk Niva HPP-2

Die sowjetischen Planer suchten nach Abschluss der Niva-3 Baustelle eine Möglichkeit um die grosse Zahl an Arbeitern weiter beschäftigen zu können.:209 Die Baustelle des Niva-1 Kraftwerks, welches den nördlichen Abschluss der Kaskade am See Imandra bilden würde, diente dafür als nützliches Projekt. Die Arbeiten wurden im Jahr 1952 beendet und das Kraftwerk wurde mit einer Leistung von 26 MW in Betrieb genommen.

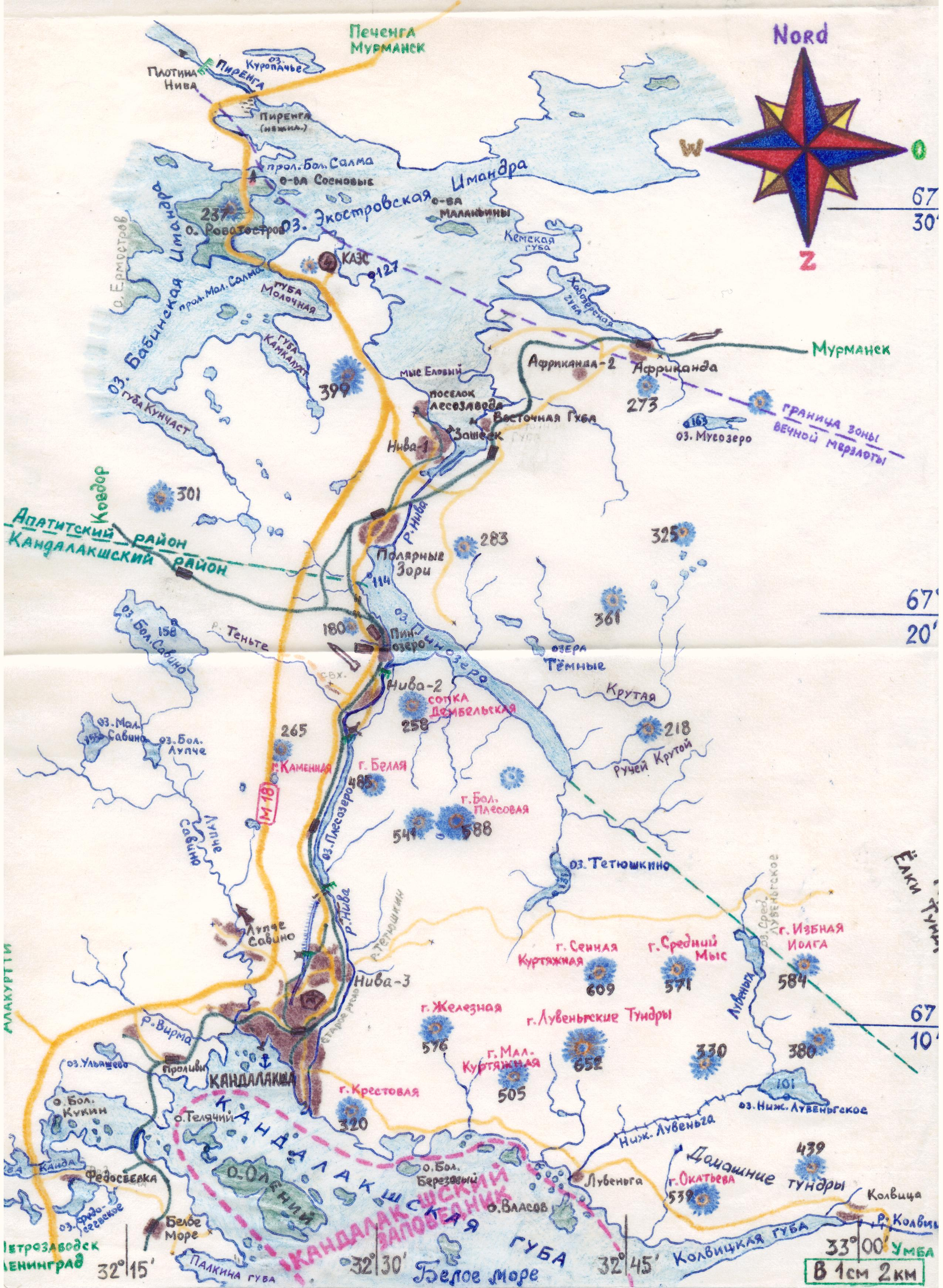
Verlauf der Niwa (russ. Karte)